# Traugott von Jagow
Traugott Achatz von Jagow (ur. 18 maja 1865 w Perlebergu, Brandenburgia, zm. 15 czerwca 1941 w Berlinie) – pruski działacz państwowy, w latach 1906–1916 prezydent policji w Berlinie, w latach 1916–1918 prezydent rejencji wrocławskiej. Później był dyrektorem organizacji przedsiębiorców na Pomorzu.
W 1910 wydał surowe rozkazy policyjne podczas manifestacji socjalistycznych na rzecz głosowania powszechnego. W 1911 w odwecie za działania cenzury Alfred Kerr z pisma literackiego „Pan” upublicznił jego romans z aktorką Tillą Durieux, co jednak nie zaszkodziło jego karierze.
Po I wojnie światowej był jednym z inicjatorów puczu Kappa, za co został skazany w 1921 na 5 lat twierdzy. Karę odsiadywał w Goleniowie, jednak w grudniu 1924 został ułaskawiony.